# マシーネンクリーガー
『マシーネンクリーガー』（Maschinen Krieger ZbV3000：マシーネンクリーガー ゼットビーブイ さんぜん）は、SFイラストレーターの横山宏による雑誌の連載企画及び、その登場メカのプラモデル。『Ma.K.』と略記されることが多い。元々のシリーズ名は『S.F.3.D ORIGINAL』であったが後述する事情で、その名称を一時使えなくなったため、新たにマシーネンクリーガーの名称が与えられたものである。

## 概要
核戦争の荒廃から復旧した29世紀の地球を舞台に、その覇権を争う地球独立政府傭兵軍とシュトラール共和国軍との戦いを描いている。
横山の製作したモデルに対して、『S.F.3.D』当時の担当編集者でのちに月刊模型雑誌『モデルグラフィックス』の制作会社であるアートボックス代表になる市村弘が細かい設定やストーリーを後付けする形で展開されている。海外も含めた熱心なファンの活動により支えられている。
始まりは、模型雑誌『月刊ホビージャパン』1982年5月号の企画、「素晴らしき駄物キット」という単発記事の一部として製作された、『ニューミクロマン』のパワードスーツ的なアイテム『強化スーツ2』と『同3』の改造作例『S.F.3.D ORIGINAL』である。ポリパテとプラ板で修正されたスタイリングは元の玩具形状を活かしながらも正に人間が入っているかのような印象を与えた内部にミクロマンを入れて可動可能にした。A.F.S Mk.Iの頭部は元の『強化スーツ2』そのままである。右手のレーザー砲口にタミヤ1/20レーシングチームセット付属の一眼レフカメラを用いるなど、あちこちにスケールモデルのパーツを流用していた。腰部の装甲はピンポン球からの切り出しである。片腕がレーザー銃である強化服のデザインコンセプトや戦場のビジュアルイメージ、後の連載に登場する無人兵器類は、この少し前、週刊ヤングマガジン1981年22号に掲載された大友克洋の漫画「武器よさらば」の明らかな影響が見られ製作者側も認めている。
こうしたスクラッチの技法はホビージャパン誌上で反響を呼び、何回かの企画の後に同誌上で1982年5月から1985年12月まで、単発記事から『S.F.3.D ORIGINAL』の題を引き継ぎ連載された。架空未来戦記のフォトストーリー風に仕立てられており、原作は先述の通りAFVモデラーの梅本弘として誌面に作例と記事も執筆していた担当編集者の市村弘であった。ミリタリー調で展開されたストーリーで、それに合わせた横山のイラスト、作例が掲載され、1983年に「HOBBY JAPAN別冊 S.F.3.Dオリジナル」として別冊も発売されている。
その後日東科学(現 日東科学教材株式会社)からA.F.Sを皮切りにほとんどのアイテムが1/20スケール、大型戦車であるナッツロッカーのみ1/76スケールのインジェクションキットとして模型化された。原作者による徹底監修された精密なキットは、日本製キットにしては珍しいシュリンクパックが施されており、英語のみで文字組みされた茶色い紙のパッケージは輸入品のプラモデルのようで斬新だった。
「S.F.3.D」初期のエディトリアルデザインや模型制作にはデザイナーの今井邦孝が、撮影用プロップ製作には渡辺誠（現MAX渡辺）が参加している。後期には小林誠や揚田幸夫（現あげたゆきお）もモデル製作に加わっている。「Ma.K.」復活後は、かつて「S.F.3.D」に影響を受けた多くの若手モデラーが参加して横山の指示監修の元にモデルを製作するケースが多い。

## S.F.3.Dからマシーネンクリーガーへ
1984年の秋にモデルグラフィックス誌が創刊されると、横山も新雑誌で『マシーネンクリーガー ブレッヒマン』という新連載を開始した。これはS.F.3.Dと非常に良く似た企画の人間が着る装甲服を主体とした架空戦記のフォトストーリーであった。モデルグラフィックス誌は前述の市村が企画した模型雑誌であり、市村はS.F.3.Dの原作者でもあったが、著作権者に名を連ねるホビージャパン誌が「S.F.3.D ORIGINAL」の版権を持っていたために企画まるごとの移行は出来なかった。1985年にホビージャパン誌の連載は終了したが、時期を同じくして日東科学が自主廃業を行ない、プラモデルも市場から姿を消した。ほぼ同じ時期にブレッヒマンの連載も終了している。

## 復活と改題、「S.F.3.D」の名前の復活
1994年に日東科学が日東科学教材株式会社として再建され、1998年からS.F.3.Dシリーズの再発売を試みるが、その際にホビージャパン側が許諾しなかったためにMaschinen Krieger ZbV3000と改題され再び商品化がなされる。ただし人気アイテムの一つであったノイスポッター、及びその派生機であるクラッヘンフォーゲルは、金型の一部を紛失したため再発売出来なかった。その後モデルグラフィックス誌において連載が再開するが、月刊単位の連載では無くなっている。対して許諾問題から横山とホビージャパンは版権の帰属を裁判で争うこととなるが、1999年に和解。更に2010年にはかつての連載時に協力者の一人だったMAX渡辺とのコラボという形で、ホビージャパン本誌に「Ma.K. in S.F.3.D」として連載が復活した。
現在でも多くのファンを持ち、ワンダーフェスティバルなどの模型イベントでも人気アイテムである。2006年12月末には「AFSSA E3C/E3CB ルナポーン」（装甲戦闘服A.F.Sの月面用派生機）が完全新規金型の1/20スケールプラスチックキットとして株式会社WAVEより発売された。2008年の静岡ホビーショーでハセガワが、年内発売を目標に反重力装甲戦闘機ファルケでの参入を表明し、2009年3月に発売された。日東のシリーズは2009年以降、同社の金型を譲り受けた横山自らの3Q MODELというレーベルで発売されている。

## 履歴
- 1982年5月、ホビージャパン誌上にて「S.F.3.D」連載開始
  - 第一弾の「A.F.S」は元々は特集記事用の単発作例だった物が、出来の良さから急遽連載企画にシフトしたという逸話がある。
- 同年末、「S.A.F.S」発表
  - 複製品のプレゼント企画に2000通もの応募があったことから、プラモデル化の企画が持ち上がる。
- 1983年8月、ホビージャパン別冊「S.F.3.D ORIGINAL」刊行
- 1984年2月、日東科学よりプラモデル第一弾「A.F.S」発売
  - 以降「カウツ」までシリーズ21作が発売される。
- 同年7月、市村がホビージャパン社を退職
  - 市村が担当したのはこの月に発売になった同年8月号が最後。連載は新担当になった佐藤忠博（後にホビージャパン誌編集長。ホビージャパンを離れた後『電撃ホビーマガジン』初代編集長）の元で続行するが、横山以外のモデラーの参入など内容は大きく変わっていくことになる。
- 同年11月、市村らによりモデルグラフィックス誌創刊
  - 同誌上で「ブレッヒマン」の連載開始。そのサブタイトル「マシーネンクリーガー」が後に新生「S.F.3.D」に採られることになる。
- 1985年8月、日東科学廃業
  - 「S.F.3.D」シリーズも全て絶版となる。
- 同年末、「ブレッヒマン」「S.F.3.D」が相次いで連載終了
  - 10年間の空白期間が生じるも、国内外の熱心なファンの活動により命脈が保たれ続ける。
- 1994年、日東科学復業がプラモデル業者ではなくプラスチックの射出成形で、業務用や一般向けのプラスチック製品製造請負会社として複業。
- 1997年、「マシーネンクリーガー（Ma.K.）」と改名して再生産スタート
  - この際、再生産を拒否したホビージャパンに対し横山が版権の帰属をめぐる訴訟を起こし、1999年に「S.F.3.D」というタイトル以外の版権は全面的に横山に帰属する形で和解が成立。
- 1999年2月、モデルグラフィックス誌上で初の特集記事
  - 「スネークアイ」などの新デザインや作例、フォトストーリーが発表され復活を宣言。その後数回の特集を経てレギュラー化。
- 同年8月、ゲーム雑誌「プレイオンライン」誌上でゲーム化企画や「Ma.K.B.D.」の連載開始。
  - 結局ゲーム化は実現せず。「B.D.」は単行本化されたが出版社倒産により絶版（後に新装版刊行）。
- 同年末、モデルカステンよりガレージキットによる新製品「メルジーネ」発売。
- 2002年末、ウェーブよりプラモデルの新製品「ファイアボールSG.」発売。
- 2004年10月～2005年3月、金沢21世紀美術館　開館記念展覧会『21世紀の出会いー共鳴、ここ・から』に横山が参加し、「Ma.K.」の作品展が行われる。
- 2007年、25周年記念として東京国際アニメフェア、ワンダーフェスティバルに参加。ゴールデンウィークには青山ブックセンターで「横山宏作品展　S.F.3.D to Ma.K.」を開催。
- 2008年5月、日東科学が保管していた金型を横山が引き取り、再版の管理を引き継ぐ。
- 2009年3月、ハセガワより「反重力装甲戦闘機ファルケ」のキットが発売される。
- 2010年2月、ホビージャパン本誌で「Ma.K. in S.F.3.D」として25年ぶりに連載復活。
- 同年5月、ホビージャパン別冊「S.F.3.D ORIGINAL」が復刻される。
- 同年7月～2011年1月、全国3カ所の美術館で行われる展覧会『ロボットと美術』にMa.Kのパッケージアートなどが出展される。
- 同年8月、ホビージャパン本誌に「S.F.3.D ORIGINAL」が連載されていた当時の連載ページなど、当時の関連コンテンツすべて収録した2冊組冊子「S.F.3.Dクロニクルズ」発売。

## 基本設定
29世紀、超光速航法を開発した人類は銀河系に進出して多くの惑星国家を築いていた。しかし母なる星・地球は第4次世界大戦で死の星となり、再び人類がその土を踏むまでには長い時間を要した。
再植民の始まった地球だったが治安は悪化の一途を辿り、その対策として屈指の軍事国家であるシュトラール共和国が統治権の委譲を受けて治安維持軍を派遣する。しかし彼らの管理主義政策は住民との間に軋轢を生み、更に戦争の臭いを嗅ぎ付けた傭兵達が銀河系中から集まってきた。2882年、傭兵軍を後ろ盾とする地球連邦政府が独立を宣言、これを事前に察知していたシュトラール共和国は直ちに傀儡政権を樹立し軍の精鋭部隊を派遣する。
シュトラール軍の物量の前に早期に終結すると思われていた戦局は思いも寄らない事態を迎える。傭兵軍が開発した新兵器「A.F.S（装甲戦闘スーツ）」の出現である。兵士一人一人に装甲車並みの装甲と火力を与えるこの兵器によるゲリラ戦術はシュトラール軍の兵法概念を超える物であった。地球は両軍の新兵器の開発合戦の場と化し、戦況は一進一退の膠着状態へと陥ってしまう。更に傭兵軍が宇宙戦用の装甲戦闘スーツを実戦投入したことで、戦場は月面や衛星軌道上にまで拡大していく。
戦争の予想外の長期化によって多大な人的損害を蒙ったシュトラール軍は、対策として高度なAI（人工知能）を搭載した無人兵器の開発・投入を進め、遂には完全にAIにより統制される無人軍団も出現する。しかしその結果、月面に人類と相容れない異質の戦闘生命体「プルート」を生み出すことになってしまう。外宇宙への活路を絶たれた両軍は停戦に合意し、人類と機械生命体との新たな戦いが始まろうとしていた。

## 主要登場人物
コンラート・アムゼル
主人公。移民農夫の家に生まれたがエトリッヒとの出会いが元で傭兵軍に志願する。士官学校卒業後は様様な苦難に遭いながらもS.A.F.Sパイロットとして勇名を馳せて行く。
エディ・アムゼル
コンラートの弟。遺棄兵器をオモチャにするのを好み、しばしば回収部隊と揉め事を起こして両軍にその名を轟かせている悪童。
パメラ・アムゼル
コンラートの妹。
エトリッヒ・タウベ
傭兵軍の航空士官候補生。コンラートを傭兵軍に誘う。後に空軍のエースとなる。
ユーリー・グロホレツ
傭兵軍第14装甲猟兵連隊・第1中隊長。勇猛さと理性を兼ね備えた野戦将校の鑑の様な人物。理不尽な懲罰で銃殺刑を宣告されたコンラートを救う。
ロバート・ブッシュ
グロホレツの副官。A.F.SやS.A.F.Sで初めてナッツロッカーを撃破した対戦車戦闘の第一人者。
ジェリカンおじさん
ゴーグルと背中のジェリカンが特徴の謎の人物。何故か傭兵軍・シュトラール軍双方の中に姿を見せ、ケーニッヒスクレーテ暴走事件やプルート誕生にも関わっているらしい。

## その他

### Ma.K.関連書籍
ホビージャパン別冊「S.F.3.Dオリジナル」（ホビージャパン社）
基本的にホビージャパン誌1982年掲載分のメカニックについて設定解説とモデル写真を収録しており、連載分フォトストーリーの再録やモデル自体の解説は一切無い。後年日東科学の火事で焼失してしまったオリジナル・ナッツロッカーや、旧版ケルベロスの詳細写真は貴重だが、全てモノクロで画質は悪い。雑誌別冊には珍しく重版されたが連載終了の経緯もあり1985年以降は絶版になっていた。しかし2010年に旧版を高精細スキャンして制作した「復刻版」として25年ぶりに再版された。
「マシーネンクリーガー　クロニクル＆エンサイクロペディアVol.1」(大日本絵画社)
「クロニクル1」または「マックロ1」と呼ばれる。先述のホビージャパン別冊に代わる物として、基本的に同書に掲載されたメカニックについて解説している（例外としてファイアボールSG.が掲載されている）。ただしジェリーやナッツロッカー等アーティストモデルの失われた物については日東キットやGKの作例写真が掲載されている。
「マシーネンクリーガー　クロニクル＆エンサイクロペディアVol.2」(大日本絵画社)
主に「スネークアイ」などMa.K.として復活して以降に発表されたアイテムを中心にまとめられている。初版はその誤植の多さが物議を醸したが(タイトルロゴからして間違っていた)、二版では一通り修正されたとのことである。
「Ma.K. B.D.」(デジキューブ社/大日本絵画社)
横山が1999年より「プレイオンライン」誌に連載した「バンドデシネ」形式のイラストストーリーの単行本。単行本化にあたって市村による解説とセリフが加えられている。当初デジキューブ社から刊行されたが同社倒産により絶版となる。その後2005年に大日本絵画社から全面加筆修正とエピソード追加が行われた新装版が刊行された。
「Ma.K.スケッチブックVol.1」(大日本絵画社)
横山が日頃書き溜めているアイデアスケッチ群からMa.K.関連を中心にピックアップして掲載している。マーカー類で直接彩色できる様に吸水性のある紙が使用されている。
「S.F.3.Dクロニクルズ」（ホビージャパン社）
ホビージャパン連載時のフォトストーリーやモデルの解説、及びS.F.3.Dが扱われた表紙、広告などをすべて別冊復刻版同様に高精細スキャンし、更にB5判からA4判に拡大して収録。「天」と題された1982年5月号～1984年7月号連載分と、「地」と題された1984年8月号～1985年12月号連載分の2冊セットで外箱付。巻末には横山と市村が対談形式で当時を振りかえり、横山が「連載最終号での復活するという約束をようやく果たした」と述べている。

### Ma.K.模型製品メーカー
日東科学教材
『S.F.3.D』連載時にタイアップで21のアイテムがプラモデル化されたが、廃業時に一度全て絶版になっている。Ma.K.復活後に一部金型の紛失した物を除いて再発売されたものの、2008年に横山に金型を譲渡した。
モデルカステン
アートボックスのガレージキットブランド。日東キットパーツにレジンキャストパーツを追加する形でいくつかのアイテムを発売している。
ウェーブ
日東キットパーツに新規金型の追加プラパーツを追加する形で「ファイアボールSG.」「ラプター」「陸戦ガンス」の3アイテムを発売した後、「A.F.S」シリーズや「スネークアイ」「S.A.F.S」を完全新規で開発している。また日東から金型を譲り受けた横山自身が企画する3Q MODELの製品の製造・販売を行っている。
ハセガワ
1/20「ファルケ」、1/35「ルナダイバー　スティングレイ」といった大型キットを新規開発している。
イエローサブマリン
1/35の装甲スーツや「グラジエーター」などの完成品フィギュアを発売していたが、現在は事実上撤退している。
マックスファクトリー
MAX渡辺が代表を務めるガレージキットメーカー。1/16スケールで「スネークアイ」のアクションフィギュアを発売した。
メディコム・トイ
「キューブリック」シリーズの一環としてデフォルメフィギュア「マッキューブ」が発売された。
「トイズマッコイプロダクト」を発売元とする1/6「SUPER ARMORED FIGHTING SUIT S・A・F・S」を2009年11月に発売。

### 「月刊シュトラール通信」
「月刊シュトラール通信」（通称「シュト通」）は、モデルグラフィックス誌に毎号掲載されているMa.K.の情報記事ページである。内容はMa.K.関連図書や模型新製品の情報、WFや各種イベントの情報、横山の近況、読者投稿、妖刀定光のショートコミック「魔道戦記Ma.K.」など。

### 「S.F.3.D」と「Ma.K.」の相違点
基本設定とストーリーにおいていくつかの違いが存在する。特に大きく異なるのが主人公コンラート・アムゼルの運命と機械生命体プルートの設定である。
「S.F.3.D」においては、アムゼルは宇宙用S.A.F.Sによるシュトラール軍偵察衛星破壊作戦「ピールバナナ」に参加して無事帰還、一躍英雄になっている。一方「Ma.K.」においては士官学校卒業後にいきなり懲罰大隊に配属されたり、憲兵隊により死刑判決を受けたり、星海国で部下もろとも見殺しにされかけたりと苦難続きである。
月面を支配する機械生命体プルートについては、「S.F.3.D」においては地球独立戦争以前から既に存在し、かつて人類が月に送り込んだ自動機械群が自らの意志を持ちプルートになったという設定であったのに対し、「Ma.K.」においてはシュトラール軍が戦争後期に配備した高度なAIを搭載した自動戦闘機械「ケーニッヒスクレーテ」の暴走がプルートを産み出したという設定に改められており、つまり開戦時にはプルートは存在していなかったことになる。
これらの設定変更を含めて、「Ma.K.」復活後のフォトストーリーは「S.F.3.D」時代に比べて殺伐とした雰囲気の物が多いが、これは現実の戦争の状況がある意味「Ma.K.」の設定に近くなっており(特にシュトラール軍の状況はアメリカのイラク駐留軍と酷似している)そうしたスタンスを取らざるを得ない部分があることが考えられる。またストーリー担当の市村がホビージャパン退社後「梅本弘」のペンネームで第二次大戦に関する著作・翻訳を多く手がけており、その過程で市村の戦争観が大きく変化したためでは無いかとも推測される。

### アーティストモデルと「Ma.K.考古学」
市販キットやファンの作品と区別するため、横山が製作したオリジナルのモデルは「アーティストモデル」と呼称されている。ただし最近はアーティストモデルであっても、横山のラフ設定をベースに他のモデラーが工作を行い、最終的な仕上げ・塗装を横山が行うという分業スタイルを取る場合が多い。また「S.F.3.D」初期は横山が自作原型をレジンキャストで複製したパーツでバリエーションを製作していたが、日東からプラモデルが発売されるとそれらをベースに製作されることが多くなった。他にもアマチュアディーラーが販売したガレージキットをベースにバリエーション機が製作されるケース(グラジエーター量産型、カングルー後期型など)、アーティストモデルが存在せずファンが独自に自作した作品が公式に採用されてしまうケース(Y-15など)も存在する。この様に公式と非公式との境界が曖昧なのも「Ma.K.」の特徴であり、横山自ら「他力本願寺」と呼び習わしている。
アーティストモデルの多くは、既存のプラモデルの部品を多数流用して製作されている。「S.F.3.D」連載初期はキットも存在せず、連載に登場した機体を手に入れるには自作のために同じ流用パーツを探し出さなければならなかった。キットが発売された後も極力アーティストモデルに近づけようとする努力が一部マニアによって続けられており、ましてやキット化されていないアイテムを自作しようとすると必然的に流用パーツを割り出す必要が生じてくる。出所を横山本人に確認を取ろうにも、使用前のキットから流用パーツを形状別に分類して整理しているために把握できていないことも多く、結局は各人の地道な研究に頼ることになる。これが「Ma.K.考古学」と呼ばれる所以である。

### ファン活動
「S.F.3.D」が連載終了後も10年以上にわたって命脈を保ち続け「Ma.K.」として復活を果たしたのも、国内外の熱心なファンの活動があったことが大きい。
Ma.K.のファン活動を語る上で外せないのは、年2回のアマチュアガレージキットの祭典である「ワンダーフェスティバル」(WF)の存在である。通常いわゆる版権物をWFで販売するには当日版権を獲得する必要があり、版権元の度重なる厳しいチェックをクリアすることが求められるが、現在「Ma.K.」はファン活動支援のために当日版権獲得のハードルをずっと低くした「ライセンスニューウェーブ」の対象となっており、所定の手続きにより無審査で販売が可能となっている（勿論これはホビージャパン誌との裁判で横山への版権帰属が確定している故の恩恵である）。WFには横山自身も毎回来場しており、閉幕後にはMa.K.関係者やファンが一堂に会して打ち上げを行うのが恒例となっている。
もう一つ重要な役割を果たしているのがインターネットである。横山自身のサイトをはじめ多くのファンサイトにおいて、月刊雑誌媒体では限界のある即時性の大きい情報（キットの販売情報やWFの出店告知など）の交換や模型作品の発表、ファン同士の交流などが活発に行われている。また最近では一部の熱心なファンが自主的に各地で「Ma.K.」作品の展示会を開催しているが（横山自身も2005年初頭に金沢21世紀美術館において自ら「Ma.K.」の作品展を行っている）、これらの連絡や告知もネットを中心に行われている。

### ボードゲーム
- 『S.F.3.D ORIGINAL』戦術級シミュレーション、ホビージャパン、1985年。
- 『S.F.3.D ORIGINAL II OPERATION FASEREI』、ホビージャパン、1985年9月。前作のシステムを踏襲し、新しいユニットとシナリオを加えた続編。本作のみでもプレイは可能。

### コンピュータゲーム
- 『S.F.3.D ORIGINAL OPERATION V』戦術級シミュレーション、ビクター音楽産業、PC-9801、PC-8801、FM-7、いずれもFD版、1986年。
- 『S.F.3.D ORIGINAL ポイントX占領作戦』戦術級シミュレーション、ビクター音楽産業、PC-9801、PC-8801、FM-7、いずれもFD版、1986年8月。前作の続編にあたるが単独プレイ可。